# Reinald I. od Gelrea
Reinald I. je bio grof Gelrea i vojvoda Limburga. Pretpostavljeno je da je rođen 1255. godine.
Njegovi su roditelji bili Oton II. od Gelrea i Filipa od Dammartina.
Oko 1276. Reinald je oženio Ermengardu od Limburga, koja je bila vojvotkinja. Nisu imali djece te je nakon njezine smrti Reinald oženio Margaretu Flandrijsku, kćer Guya Flandrijskog. Margareta i Reinald su se vjenčali u Namuru 1286.
Premda iz nepoznatih razloga Reinald sa svojom prvom ženom nije imao djece, uspio je imati djecu s Margaretom, koja mu je rodila Margaretu, Reinalda II., Guida, Filipu i Izabelu.
Filipa je umrla 1352., a bila je klarisa. Izabela je također bila klarisa, a umrla je 1354.